# James Green (Historiker)

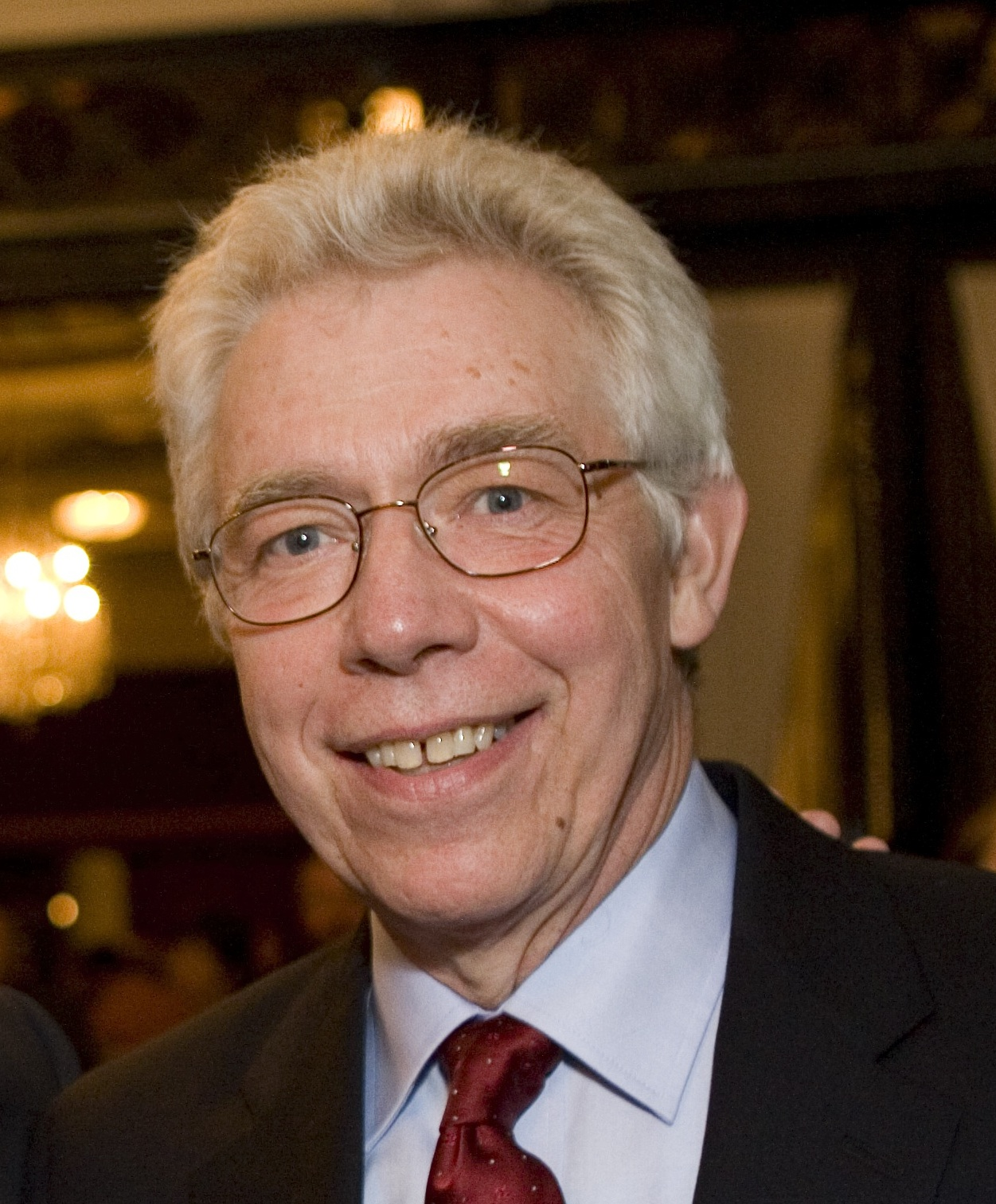
James Green

James R. Green (* 1944 in Oak Park Illinois; † 23. Juni 2016 in Boston, Massachusetts) war ein US-amerikanischer Historiker. Sein Forschungsschwerpunkt lag auf der Geschichte der Arbeiterklasse.

## Leben
Green wuchs als ältestes von vier Geschwistern mit zwei Schwestern und einem Bruder in Carpentersville, Illinois auf. Seine Mutter war Schulangestellte, während sein Vater an einer Highschool Mathematik unterrichtete und in den Sommermonaten als Steinmetz arbeitete. Green selbst studierte an der Northwestern University und erhielt dort 1966 seinen Bachelor-Abschluss. 1972 promovierte er an der Yale University. Anschließend unterrichtete er Geschichte an der Brandeis University und war Visiting Lecturer an der University of Warwick in England. 1977 nahm er seine Lehrtätigkeit an der University of Massachusetts Boston auf. Dort war er Professor am College of Public and Community Service. Des Weiteren war er Lecturer für das Harvard Trade Union Program an der Harvard Law School und im Zuge des Fulbright-Programms Senior Lecturer an der Universität Genua.
Daneben schrieb er Artikel für verschiedene Publikationen, wie etwa Radical America und den Boston Globe. Des Weiteren unterstützte er die Filmregisseurin Barbara Kopple bei ihrem Dokumentarfilm Out of Darkness: The Mine Workers’ Story. 2001 erstellte er die Broschüre A Working Peoples' Heritage Trail: Guide to a Driving Tour of Labor History Sites in Boston für die American Federation of Labor and Congress of Industrial Organizations.
Im Juni 2016 starb Green im Alter von 71 Jahren im Beth Israel Deaconess Medical Center in Boston an den Folgen von Komplikationen einer Knochenmarkstransplantation, welcher er sich aufgrund einer Leukämie-Erkrankung unterzogen hatte.
Green war zweimal verheiratet. Aus seiner ersten, geschiedenen Ehe ging eine Tochter hervor. 1988 heiratete er erneut. Aus dieser Ehe ging ein Sohn hervor.

## Veröffentlichungen (Auswahl)
- Grass-Roots Socialism: Radical Movements in the Southwest, 1895-1943 (1978, Baton Rouge: Louisiana State University Press)
- mit Hugh Carter Donahue: Boston’s Workers: A Labor History (1979)
- The World of the Worker: Labor in Twentieth Century America (1980)
- mit Tom Juravich, William Hartford: Commonwealth of Toil: Chapters from the History of Massachusetts Workers and their Unions (1996, Amherst: University of Massachusetts Press)
- Taking History to Heart: The Power of the Past in Building Social Movements (2000, Amherst: University of Massachusetts Press)
- Death in the Haymarket: A Story of Chicago, the First Labor Movement and the Bombing That Divided Gilded Age America (2006, New York: Pantheon Books, Random House)
- The Devil Is Here in These Hills: West Virginia’s Coal Miners and Their Battle for Freedom (2015, New York: Grove-Atlantic)